# Takeshi Matsuzaka
Takeshi Matsuzaka (født 20. December 1939, død 22. oktober 2014) var en japansk judoka, der vandt Bronze i vægtklassen +93 kg ved VM i judo 1967 i Salt Lake City, USA.
I 1968 vandt han  All japan mesterskabet i den åbne vægtklasse over Isao Okano.